# Jonathan Powell (pianiste)
Pour les articles homonymes, voir Powell.
Pour l’homme politique, voir Jonathan Powell.
Jonathan Anthony Powell (né en 1969) est un pianiste et compositeur autodidacte britannique. Il fait partie des rares pianistes à avoir enregistré, sur le label Altarus Records, la musique de Sorabji. Jonathan Powell a collaboré au Grove Dictionary of Music and Musicians.

## Enregistrements
Alexandre Kreïn
- After Scriabin
- Songs of the Ghetto (ASV)

Kaikhosru Shapurji Sorabji
- Opus Clavicembalisticum
- Villa Tasca/Passeggiata Veneziana
- Sonate no 4
- Rosario d'arabeschi/Gulistān
- Concerto per suonare da me solo
- Fantasia Ispanica
- Toccata no 1

Jānis Mediņš
- 24 Dainas (Preludes) (Toccata)

Andrew Toovey
- The Moon Falls Through the Autumn (Largo)

Joseph Marx
- Lieder, avec Sarah Leonard, soprano (Altarus)
- Schmetterlingsgesichten (Danacord)

Christophe Sirodeau
- Obscur chemin des étoiles

John White
- Adventures at the Keyboard (Convivium)

Egon Kornauth
- Piano Music Vol. 1 (Toccata Classics)

Alexandre Goldenweiser
- Piano Music Vol. 1 (Toccata Classics)

## Source
- (en) Cet article est partiellement ou en totalité issu de l’article de Wikipédia en anglais intitulé « Jonathan Powell (musician) » (voir la liste des auteurs).